# Too Dark Park
Too Dark Park è il sesto album in studio del gruppo musicale canadese Skinny Puppy, pubblicato nel 1990.

## Tracce
1. Convulsion – 3:20
2. Tormentor – 4:33
3. Spasmolytic – 3:53
4. Rash Reflection – 3:28
5. Nature's Revenge – 3:57
6. Shore Lined Poison – 4:49
7. Grave Wisdom – 3:45
8. T.F.W.O. – 3:47
9. Morpheus Laughing – 4:00
10. Reclamation – 3:00

## Formazione
Gruppo
- Nivek Ogre - voce
- cEvin Key - batteria, sintetizzatori, chitarre, altro
- Dwayne Goettel - sintetizzatori, chitarre, basso

Altri musicisti
- Green Guy - chitarra a 12 corde (4)
- Dave Ogilvie - chitarra (5,8)
- Mr. D. Pleven - basso (1,5), contrabbasso elettrico (10)
- Greg Reely - piano (4)